# 张澄 (东晋)
张澄（?—?），字国明，吴郡吴县（今江苏省苏州市）人，中国东晋政治人物。
张澄的父亲刚去世。求郭璞选一块好的墓地。郭璞告诉张澄，选好两块墓地，一块墓地可保张澄高寿，官运亨通，但子孙兴旺；一块墓地可使张澄的寿命要较之前减一半，官至卿校，但子孙累世贵显。张澄选择后者，张澄官至光禄大夫，活了六十四岁。但张澄的后人飞黄腾达，其子张彭祖，官至广州刺史。其孙侍御史、度支尚书、吴国内史张敞，吏部尚书张玄之。张敞子张茂度。张茂度在刘宋朝官至侍中、尚书；张茂度的五个儿子张演、张镜、张永、张辩、张岱，时称张氏五龙。
晋成帝咸康七年（341年），尚书蔡谟上奏：「明年元旦朝会仪注，只奏鼓吹钟鼓，其余伎乐都不准奏。」侍中张澄、给事黄门侍郎陈逵加以驳斥，以为「王者观时设教，至于吉凶判断，是不变的道理。现在四方各国都来观礼，陵园有吊祭祖宗之位，庭奏宫悬之乐，二礼兼用，哀乐不分，体国经制，莫大于此」。晋成帝下诏：「现在既以天下为大，礼从权宜，减少娱乐之乐，上寿酒，称万岁，不可再阙钟鼓鼓吹。」张澄、陈逵又启奏：「今大礼虽然完毕。但是在陵园吊祭，则未灭有哀；礼服按典文制定，意义也不是尽为吉庆。咸宁之会，有撤乐之典，实是先朝考察古代的宪章，垂式万世的典范。」